# Hotel Excelsior
O Hotel Excelsior é um edifício localizado no centro da cidade de São Paulo e construído em 1943. Foi idealizado e projetado pelo arquiteto Rino Levi, assim como o Cine Ipiranga, cinema que se localizava na parte de baixo do prédio de 22 andares. É considerado uma construção tipicamente modernista e teve sua criação durante o intenso processo de verticalização e urbanização paulista da primeira metade do século XX.
Atualmente, é um imóvel tombado pelo CONDEPHAAT (Conselho de Defesa do Patrimônio Histórico, Arqueológico, Artístico e Turístico) e permanece em funcionamento, contando com 186 apartamentos, além de suítes, disponíveis para hospedagem.
O cinema foi fechado ao público em fevereiro de 2005.

## História
No final do século XIX, São Paulo estava dando os primeiros passos rumo ao processo de urbanização. Logo, as exibições cinematográficas também ganharam espaço na cidade paulistana. A primeira deu-se em 9 de Janeiro de 1898, no Teatro Apolo, situado na Rua Boa Vista, SP. O sucesso foi grande e não demorou que outras apresentações fossem efetuadas. O empresário pioneiro no setor, Francisco Serrador (1872-1941), transformou o Salão de Variedades Bijou, de sua propriedade, no Cine Bijou, primeira sala de cinema de São Paulo. Foi somente na década de 1920 que salas dedicadas e projetadas especialmente para este fim começaram a ser criadas – com as mais modernas técnicas da época, visando, sobretudo, o conforto dos usuários.

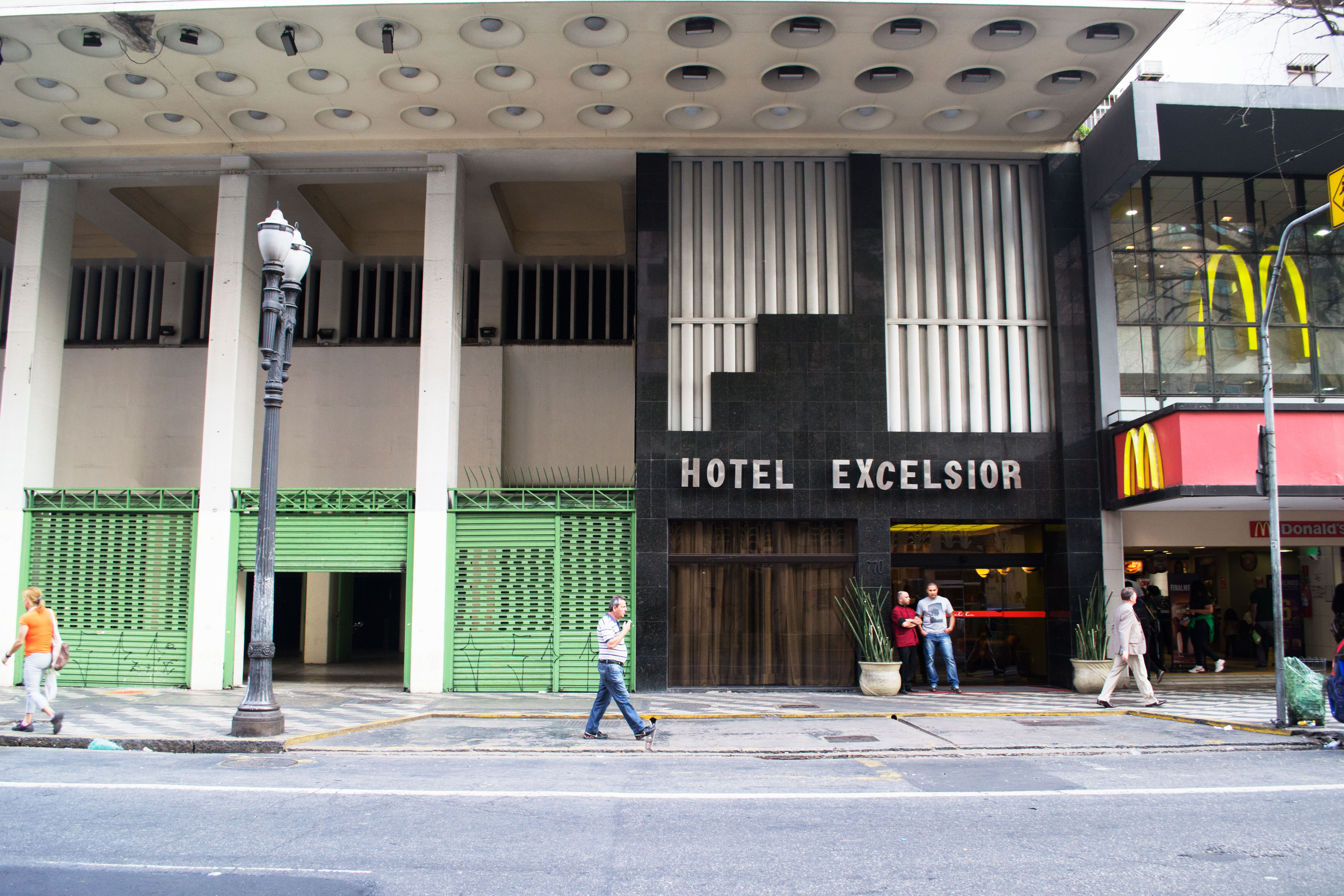
Fachada do Hotel Excelsior

Foi nessa leva de construções que, em 1943, no Centro Histórico de São Paulo, aconteceu a inauguração do Hotel Excelsior, na Avenida Ipiranga, 770 e 786, endereço onde também estava localizado o Cine Ipiranga – o primeiro filme exibido foi o longa Seis Destinos, já foi considerado na América do Sul como o mais luxuoso do continente. Os acessos ao hotel e ao cinema eram independentes, mas ambos localizados no térreo do terreno. No mesmo espaço ainda existia uma ampla sala de espera, grandes escadarias que levavam ao cinema no andar superior e restaurantes notoriamente frequentados. Todo esse investimento ao redor da fachada do Hotel Excelsior contribuiu com o movimento da região e a reputação do local.
Concebido pelo arquiteto Rino Levi, o projeto era inovador, e o cinema resultado de estudos realizados desde 1936, ocasião em que o profissional desenvolveu outros empreendimentos envolvendo exibições cinematográficas. A sala foi reconhecida por sua excelência na acústica, luminotécnica e visão ampla da tela de projeções, a partir dos três níveis de plateia. A construção era arrojada principalmente pelo desafio que foi construir 21 andares em cima do salão de exibições – localizado no primeiro andar -, algo até então novo.

### Arquiteto
Brasileiro de nascença, Rino Levi (1901-1965) realizou boa parte de seus estudos na Itália, onde teve aulas com Marcello Piacentini(1881-1960), arquiteto oficial do governo fascista italiano. Decidiu não seguir a vertente de seu mestre – algo em torno do Classicismo e do Racionalismo italiano – e sempre foi defensor da modernização da arquitetura brasileira, ainda que em suas obras seja possível encontrar ecos de seu aprendizado com Piacentini. É conhecido por seus desenhos de ângulos retos e rígidos.
Criou seu escritório em São Paulo em 1928, obtendo em curto prazo destaque em seus projetos, a exemplo do Edifício Columbus – considerado o primeiro condomínio de apartamentos da capital paulistana - e da sala de cinema Ufa Palácio (hoje conhecido como Cine Art-Palácio), tendo contribuído muito para o processo de verticalização do centro, que se intensificou nas décadas de 30 e 40.
Com a diminuição do público, o espaço do cinema foi reformado e transformado em duas salas menores ao invés de uma, porém, em uma delas, detalhes da construção original, como os do teto, do primeiro nível da plateia e da iluminação, permanecem conservados.

## Arquitetura

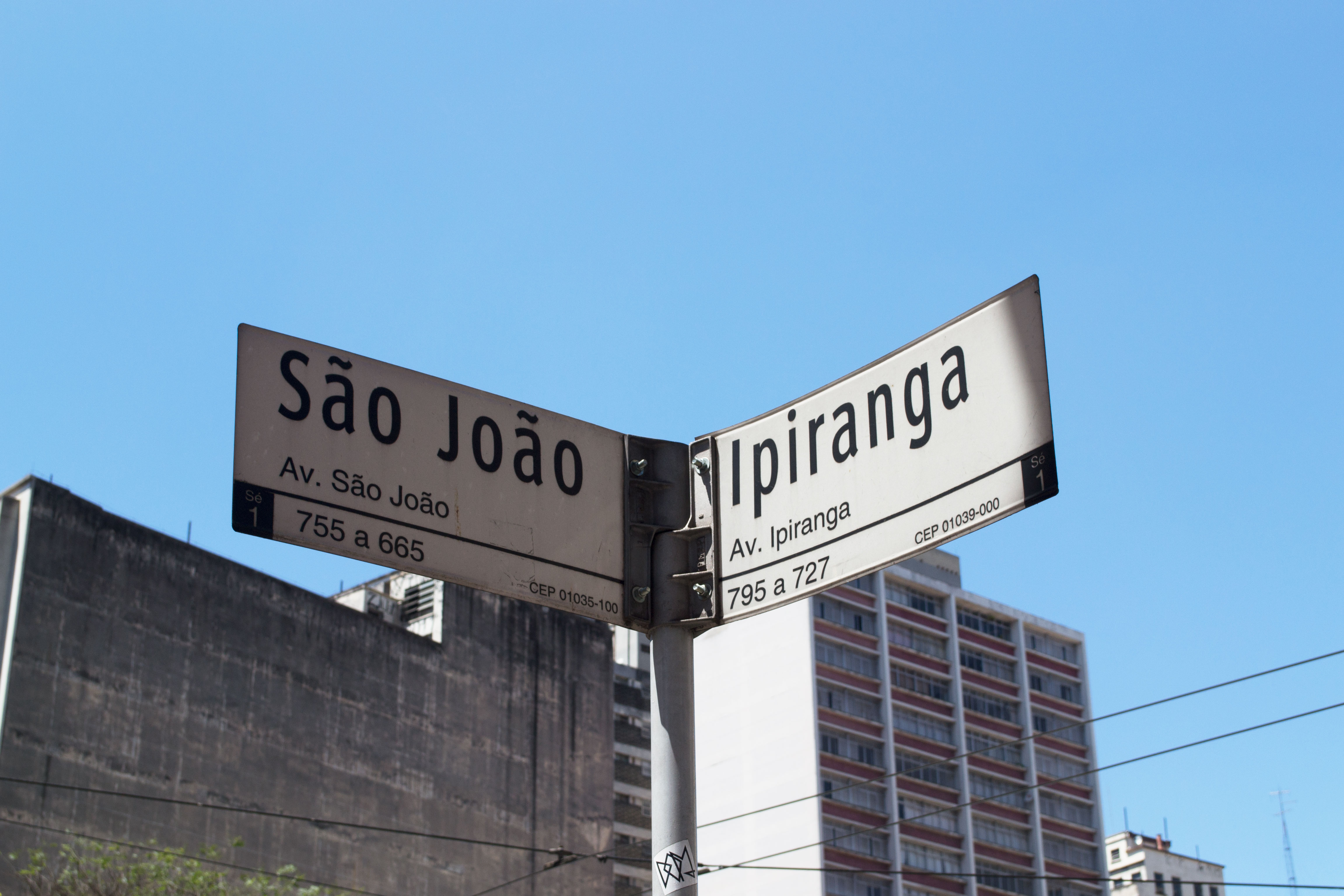
Esquina mais próxima ao Hotel Excelsior, localizado na Avenida Ipiranga, 770

Importante exemplar da Arquitetura moderna paulistana da década de 1940, o imóvel abriga cinema, salas de convenções, restaurantes e hotel. Com 22 andares e cinema que abriga 1000 pessoas, o edifício é constituído de dois volumes, sendo o superior, que abriga o hotel, mais estreito e recuado com relação ao volume inferior, com composição mais simples. O prédio está implantado nos limites do lote que mede 1723,23 m, dos quais 1709m estão construídos. Voltado para a Avenida Ipiranga, tem como vizinhos dois sobrados, em ambos os lados, o que proporciona uma boa visualização dos dois lados, assim como um bom panorama para os clientes hospedados.
Levi se inspirou em diversos estilos para conceber sua obra, porém o traço moderno é majoritário. Muitas de suas criações foram impactadas pela visita que fez à Casa Modernista, obra de Gregori Warchavchik, arquiteto ucraniano naturalizado brasileiro que foi um dos principais nomes da primeira geração de arquitetos modernistas do Brasil.

## Significado Histórico e Atual
O Hotel Excelsior foi tombado pelo CONDEPHAAT (Conselho de Defesa do Patrimônio Histórico, Arqueológico, Artístico e Turístico), com resolução em 12 de Maio de 2014. O edifício foi considerado parte integrante dos processos de modernização da cidade de São Paulo no século XX. Segundo a publicação no Diário Oficial do Poder Executivo do dia 14 de Maio de 2014: 
“essa construção é resultado de criativa concepção que se caracteriza por, em terreno relativamente pequeno, sobrepor em um mesmo prédio uma grande torre de hotéis e monumental sala de cinema, ambos representativos de programas inovadores e característicos de meados do século XX em São Paulo.”

## Tombamento
A CONDEPHAAT autorizou o tombamento do edifício projetado pelo arquiteto Rino Levi em 25 de outubro de 2010, porém, para proteger o imóvel de investidores interessados em fazer um centro comercial no local, em 14 de maio de 2014, a prefeitura de São Paulo decidiu efetivamente tombar o edifício fechado, desde 2005, com a finalidade de abrir um cinema de rua (projeto inicialmente pensado em 2011). Antes pertencente à imobiliária Savoy, o edifício passou a ser considerado patrimônio cultural a partir de uma desapropriação de cinco milhões de reais.
Órgão: CONDEPHAAT
Resolução: SC-24
Data da Resolução: 14 de maio de 2014

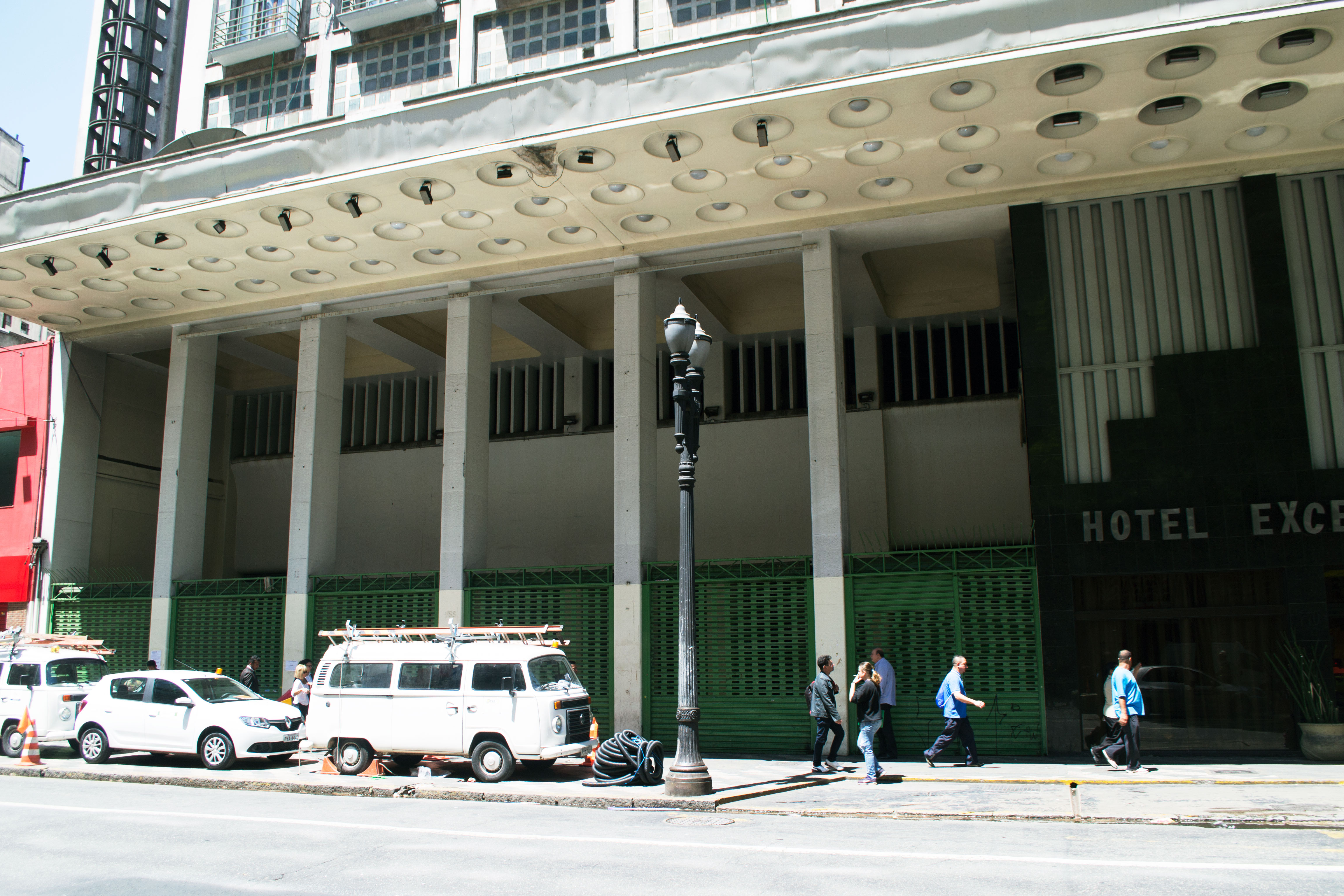
Fachada do Hotel Excelsior

Processo: 33186/1995

## Atualmente
Atualmente, o Hotel Excelsior Ipiranga permanece em funcionamento e é reconhecido como um dos melhores quatro estrelas da região. Conta com 186 apartamentos, 10 suítes e 2 apartamentos para deficientes físicos. O Cine Ipiranga permanece desativado para o público desde Fevereiro de 2005. O proprietário é a Crespi Empreendimentos Ltda, e apesar do espaço interno do hotel já ter sofrido reformas e adaptações, como, por exemplo, a renovação dos banheiros e quartos com materiais novos, a fachada do prédio ainda permanece uma presença impactante estilisticamente, mostrando claramente suas antigas características de arranha-céu modernista.                                                                                                                       Nos dias de hoje, para se hospedar no hotel durante um final de semana, os preços por casal variam entre 275 reais a diária até 594 reais, dependendo do quarto escolhido. Os quartos executivo twin, executivo double, executivo triplo e luxo triplo, possuem o valor em média de 275 reias a diária por casal, a suíte júnior tem o valor de 517 reais a diária, e a suíte senior possui o valor de 594 reais a diária.